# Sport à Dallas
Le sport à Dallas est actuellement dominé par quatre grandes franchises professionnelles : les Rangers du Texas qui évoluent en Ligue majeure de baseball depuis 1961, les Cowboys de Dallas de la NFL depuis 1960, les Stars de Dallas de la Ligue nationale de hockey, et les Mavericks de Dallas (NBA) installé à Dallas depuis 1980.

## Principales installations sportives de Dallas

### Stades
- Cotton Bowl, stade de football américain (depuis 1932)
- Texas Stadium, stade de football américain (depuis 1971)
- Rangers Ballpark in Arlington, stade de baseball (depuis 1994)
- Dr Pepper Ballpark, stade de baseball (depuis 2003) (à Frisco)
- Pizza Hut Park, stade de football (depuis 2005) (à Frisco)
- Cowboys Stadium, stade de football américain (ouverture prévue en août 2009)

### Salles
- State Fair Coliseum, salle de basket-ball et patinoire de hockey sur glace (depuis 1936)
- Moody Coliseum, salle de basket-ball (depuis 1956)
- Dallas Convention Center Arena, salle de basket-ball (depuis 1957)
- Reunion Arena, salle de basket-ball et patinoire de hockey sur glace (depuis 1980)
- American Airlines Center, salle de basket-ball et patinoire de hockey sur glace (depuis 2001)

### Divers
- Cedar Crest Park, parcours de golf
- Lone Star Park, hippodrome (depuis 1997) (à Grand Prairie)
- Texas Motor Speedway, circuit automobile (depuis 1996) (à Fort Worth)

## Principaux clubs sportifs basés à Dallas

### Baseball
- Rangers du Texas, MLB (depuis 1961)
- Frisco RoughRiders, Texas League (depuis 1971)
- Fort Worth Cats, American Association (depuis 2001)
- Grand Prairie AirHogs, American Association (2008)

### Basket-ball
- Dallas Chaparrals ABA (1967-1973)
- Mavericks de Dallas, NBA (depuis 1980)

### Football
- Dallas Sidekicks, MISL (1983-2004)
- DFW Tornados, PDL (depuis 1986)
- FC Dallas, MLS (depuis 1996)

### Football américain
- Cowboys de Dallas, NFL (depuis 1960)
- Dallas Desperados, AFL (depuis 2002)

### Hockey sur glace
- Stars de Dallas, LNH (depuis 1967)
- Tornado du Texas, NAHL (depuis 1999)

### Universitaire
- Mean Green de North Texas, Conference USA NCAA (à Denton)
- Mustangs de SMU, American Athletic Conference NCAA (à University Park)
- Horned Frogs de TCU, Big 12 Conference NCAA (à Fort Worth)
- Mavericks de l'UT Arlington (en), Sun Belt Conference NCAA (à Arlington)